# قائمة المنارات في الكويت
هذه قائمة بالمنارات في الكويت.

## المنارات
| الاسم                  | الصورة | العام     | الموقع و الإحداثيات                                                | فئة المنارة     | الارتفاع البؤري | رقم وكالة الاستخبارات الجغرافية المكانية الوطنية | رقم المكتب الهيدروغرافي في المملكة المتحدة | المدى ميل بحري |
| ---------------------- | ------ | --------- | ------------------------------------------------------------------ | --------------- | --------------- | ------------------------------------------------ | ------------------------------------------ | -------------- |
| منارة ميناء الشويخ     |        | غير معلوم | ميناء الشويخ (29°21′30.0″N 47°55′53.8″E / 29.358333°N 47.931611°E) | Fl (2) W 15s.   | غير معلوم       | غير معلوم                                        | D7599.1                                    | غير معلوم      |
| منارة ميناء الشعيبة    | Image  | غير معلوم | الأحمدي (29°02′34.0″N 48°09′58.8″E / 29.042778°N 48.166333°E)      | Fl (3) W 15s.   | غير معلوم       | غير معلوم                                        | D7581.8                                    | غير معلوم      |
| منارة جزيرة كبر        |        | غير معلوم | كبر (29°04′18.0″N 48°29′36.0″E / 29.071667°N 48.493333°E)          | Fl (2) 10s.     | 28 متر (92 قدم) | 29176                                            | D7573                                      | 18             |
| منارة جزيرة عوهة       | Image  | غير معلوم | عوهة (29°22′38.9″N 48°26′24.1″E / 29.377472°N 48.440028°E)         | Fl (3) W 10s.   | 23 متر (75 قدم) | 29184                                            | D7588                                      | 5              |
| منارة جزيرة مسكان      | Image  | 1918      | مسكان (29°29′04.2″N 48°15′04.0″E / 29.484500°N 48.251111°E)        | Q (4) W 30s.    | 11 متر (36 قدم) | 29244                                            | D7603                                      | 10             |
| منارة جزيرة قاروه      |        | غير معلوم | قاروه (28°49′03.0″N 48°46′35.0″E / 28.817500°N 48.776389°E)        | Fl W 10s.       | 14 متر (46 قدم) | 29316                                            | D7569                                      | 5              |
| منارة جزيرة أم المرادم |        | غير معلوم | أم المرادم (28°40′46.5″N 48°39′10.1″E / 28.679583°N 48.652806°E)   | Fl (2) W 15s.   | 23 متر (75 قدم) | 29324                                            | D7568                                      | 10             |
| منارة جزيرة أم النمل   |        | غير معلوم | أم النمل (29°23′14.3″N 47°52′16.3″E / 29.387306°N 47.871194°E))    | Fl W 10s.       | 17 متر (56 قدم) | غير معلوم                                        | D7601.8                                    | غير معلوم      |
| منارة ميناء الدوحة     |        | غير معلوم | الجهراء (29°22′48.8″N 47°47′57.9″E / 29.380222°N 47.799417°E)      | Fl (3) W 20s.   | 23 متر (75 قدم) | 29211                                            | D7602.9                                    | 15             |
| منارة رأس عجوزة        | Image  | غير معلوم | مدينة الكويت (29°23′30.4″N 47°59′51.8″E / 29.391778°N 47.997722°E) | Mo (KHC) G 30s. | 30 متر (98 قدم) | 29216                                            | D7594                                      | 10             |
| منارة رأس الأرض        |        | غير معلوم | السامية (29°21′07.3″N 48°06′02.6″E / 29.352028°N 48.100722°E)      | Fl W 5s.        | 26 متر (85 قدم) | 29220                                            | D7592                                      | 16             |